# North Lakhimpur
North Lakhimpur – miasto w Indiach, w stanie Asam. W 2011 roku liczyło 59 814 mieszkańców.